# Zelandotipula sinuosa
Zelandotipula sinuosa är en tvåvingeart som först beskrevs av Alexander 1927.  Zelandotipula sinuosa ingår i släktet Zelandotipula och familjen storharkrankar.
Artens utbredningsområde är Peru. Inga underarter finns listade i Catalogue of Life.